# بخش موسیان
بخش موسیان، یکی از بخش‌های شهرستان دهلران در استان ایلام ایران است. مرکز این بخش، شهر موسیان است.مردم موسیان از قوم لر و از ایل بالاگریوه هستند که به زبان لری با گویش لری بالاگریوه‌ای سخن میگویند.

## تقسیمات کشوری
- بخش موسیان
  - دهستان نهرعنبر
  - دهستان دالپری

شهر: موسیان

## مردم‌شناسی
مردم موسیان عموماً لر هستند و به گویش گویش بالاگریوه‌ای زبان لری سخن می‌گویند همچنین در روستاهای هم‌مرز با عراق مردم عرب زندگی می‌کنند.

## جمعیت
بر پایه سرشماری عمومی نفوس و مسکن در سال ۱۳۹۵، جمعیت بخش موسیان برابر با ۷٬۲۶۵ نفر نفر بوده است.